# Prisão de Abu Salim
Prisão de Abu Salim é uma prisão existente na Líbia, localizada no Distrito de Abu Salim, ao Sul de Trípoli.

Neste local, em 1996, mais de mil presos políticos, entre os quais militantes islâmicos foram mortos pela polícia da ditadura de Muammar Kadafi. Apenas em 2001 o regime ditatorial líbio começou a prestar algum tipo de esclarecimento ao familiares das vítimas.

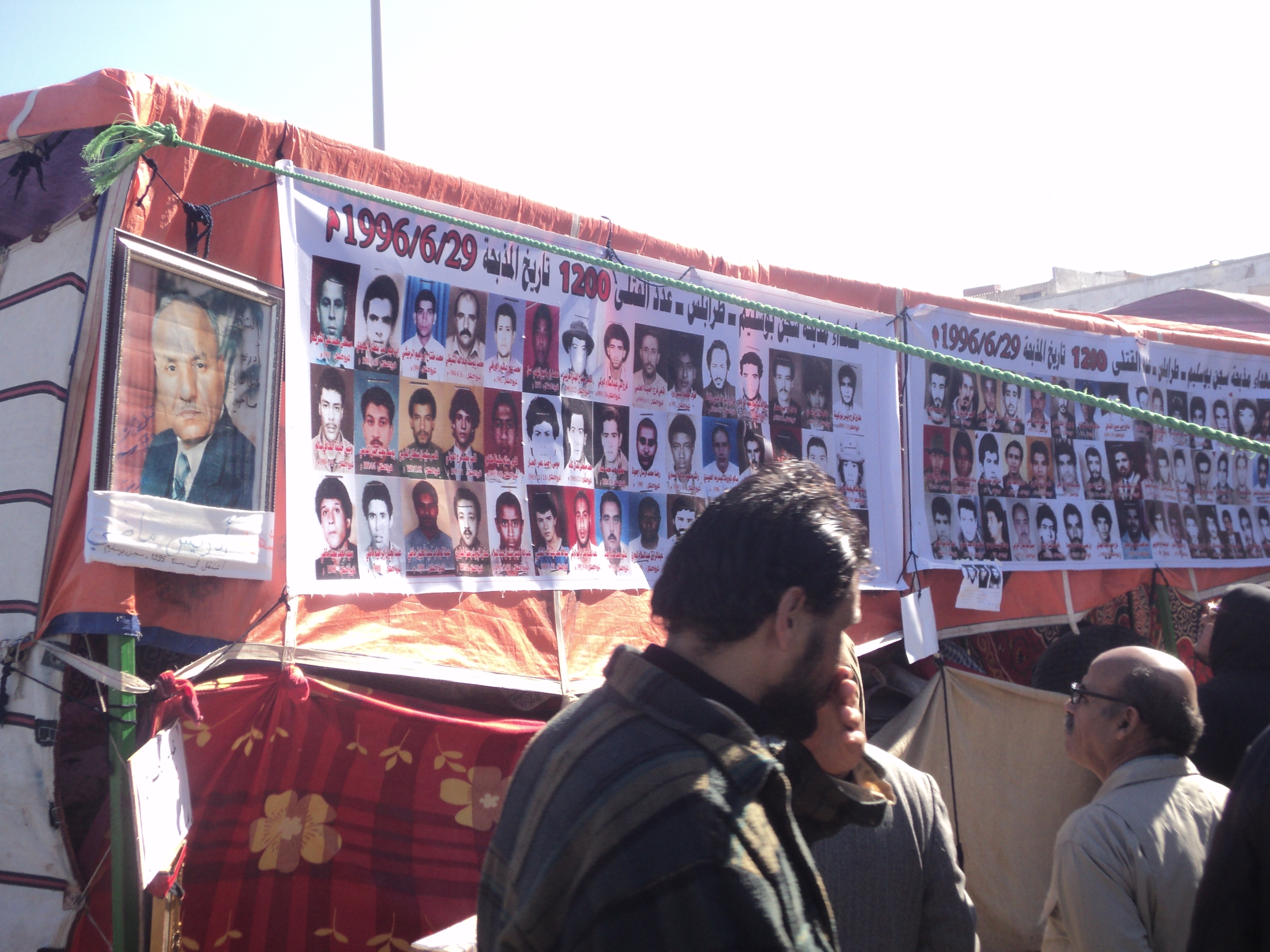